# Mistrzostwa Europy w Lekkoatletyce 2018 – maraton kobiet
Maraton kobiet – jedna z konkurencji biegowych rozgrywanych podczas lekkoatletycznych mistrzostw Europy w Berlinie.
Tytułu mistrzowskiego z 2014 nie broniła Christelle Daunay.

## Terminarz
| Data        | Godzina |       |
| ----------- | ------- | ----- |
| 12 sierpnia | 09:05   | Finał |

## Rekordy
Tabela prezentuje rekord świata, rekord Europy, rekord mistrzostw Europy oraz najlepsze wyniki na listach światowych i europejskich w sezonie 2018 przed rozpoczęciem mistrzostw.
|                          | Zawodniczka       | Wynik   | Miejsce    | Data                  | Źródło |
| ------------------------ | ----------------- | ------- | ---------- | --------------------- | ------ |
| Rekord świata            | Paula Radcliffe   | 2:15:25 | Londyn     | 13 kwietnia 2003(dts) | [ 1 ]  |
| Rekord Europy            | Paula Radcliffe   | 2:15:25 | Londyn     | 13 kwietnia 2003(dts) | [ 2 ]  |
| Rekord mistrzostw Europy | Christelle Daunay | 2:25:14 | Zurych     | 16 sierpnia 2014(dts) | [ 3 ]  |
| Listy światowe           | Vivian Cheruiyot  | 2:18:31 | Londyn     | 22 kwietnia 2018(dts) | [ 4 ]  |
| Listy europejskie        | Wolha Mazuronak   | 2:25:25 | Düsseldorf | 29 kwietnia 2018(dts) | [ 5 ]  |

## Rezultaty

### Indywidualnie
Źródło: european-athletics.org.
| Pozycja | Zawodniczka           | Państwo         | Czas    | Uwagi |
| ------- | --------------------- | --------------- | ------- | ----- |
| 01 !    | Wolha Mazuronak       | Białoruś        | 2:26:22 |       |
| 02 !    | Clémence Calvin       | Francja         | 2:26:28 |       |
| 03 !    | Eva Vrabcová-Nývltová | Czechy          | 2:26:31 | NR    |
| 4.      | Maryna Damancewicz    | Białoruś        | 2:27:44 | PB    |
| 5.      | Nastassia Iwanowa     | Białoruś        | 2:27:49 | SB    |
| 6.      | Sara Dossena          | Włochy          | 2:27:53 | PB    |
| 7.      | Martina Strähl        | Szwajcaria      | 2:28:07 | PB    |
| 8.      | Catherine Bertone     | Włochy          | 2:30:06 |       |
| 9.      | Trihas Gebre          | Hiszpania       | 2:32:13 | PB    |
| 10.     | Izabela Trzaskalska   | Polska          | 2:33:43 |       |
| 11.     | Fabienne Amrhein      | Niemcy          | 2:33:44 |       |
| 12.     | Nina Sawina           | Białoruś        | 2:33:50 | PB    |
| 13.     | Azucena Díaz          | Hiszpania       | 2:34:00 |       |
| 14.     | Fatna Maraoui         | Włochy          | 2:34:48 |       |
| 15.     | Tracy Barlow          | Wielka Brytania | 2:35:00 |       |
| 16.     | Katharina Heinig      | Niemcy          | 2:35:00 |       |
| 17.     | Mikaela Larsson       | Szwecja         | 2:35:06 | PB    |
| 18.     | Ruth van der Meijden  | Holandia        | 2:35:44 |       |
| 19.     | Olha Kotowśka         | Ukraina         | 2:35:56 |       |
| 20.     | Bojana Bjeljac        | Chorwacja       | 2:37:31 | PB    |
| 21.     | Sonia Samuels         | Wielka Brytania | 2:37:36 |       |
| 22.     | Hanna Lindholm        | Szwecja         | 2:37:44 |       |
| 23.     | Elena Loyo            | Hiszpania       | 2:37:54 |       |
| 24.     | Marta Galimany        | Hiszpania       | 2:38:25 |       |
| 25.     | Darija Mychajłowa     | Ukraina         | 2:38:30 | SB    |
| 26.     | Gloria Privilétzio    | Grecja          | 2:38:39 | PB    |
| 27.     | Milda Eimonte         | Litwa           | 2:38:58 |       |
| 28.     | Laura Hrebec          | Szwajcaria      | 2:39:03 | PB    |
| 29.     | Lizzie Lee            | Irlandia        | 2:40:12 |       |
| 30.     | Caryl Jones           | Wielka Brytania | 2:40:41 | SB    |
| 31.     | Breege Connolly       | Irlandia        | 2:41:53 |       |
| 32.     | Malin Starfelt        | Szwecja         | 2:42:32 |       |
| 33.     | Gladys Ganiel O’Neill | Irlandia        | 2:42:42 |       |
| 34.     | Nikolina Šustić       | Chorwacja       | 2:42:44 | PB    |
| 35.     | Tubay Erdal           | Turcja          | 2:43:10 |       |
| 36.     | Urania Rembuli        | Grecja          | 2:44:32 |       |
| 37.     | Ümmü Kiraz            | Turcja          | 2:45:28 |       |
| 38.     | Wira Owczaruk         | Ukraina         | 2:46:45 | SB    |
| 39.     | Karoline Moen Guidon  | Szwajcaria      | 2:46:56 |       |
| 40.     | Fanni Gyurkó          | Węgry           | 2:47:20 |       |
| 41.     | Nikolina Stepan       | Chorwacja       | 2:47:55 |       |
| 42.     | Paula Todoran         | Rumunia         | 2:47:58 |       |
| 43.     | Vaida Žūsinaitė       | Litwa           | 2:50:49 |       |
| 44.     | Elif Dagdelen         | Turcja          | 2:50:59 |       |
| 45.     | Matea Matošević       | Chorwacja       | 2:56:29 |       |
| 46.     | Laura Gotti           | Włochy          | 3:34:13 |       |
| 47 !    | Iryna Somawa          | Białoruś        | DNF     |       |
| 47 !    | Wiktorija Chapilina   | Ukraina         | DNF     |       |
| 47 !    | Clara Simal           | Hiszpania       | DNF     |       |
| 47 !    | Lily Partridge        | Wielka Brytania | DNF     |       |
| 47 !    | Cecilia Norrbom       | Szwecja         | DNF     |       |
| 47 !    | Andrea Deelstra       | Holandia        | DNF     |       |
| 47 !    | Ilona Marhele         | Łotwa           | DNF     |       |
| 47 !    | Laura Hottenrott      | Niemcy          | DNF     |       |
| 47 !    | Charlotte Purdue      | Wielka Brytania | DNF     |       |
| 47 !    | Sonia Tsekini-Buduri  | Grecja          | DNF     |       |

### Drużynowo
Źródło: european-athletics.org.
| Pozycja | Państwo                                                                                          | Czas    |
| ------- | ------------------------------------------------------------------------------------------------ | ------- |
| 01 !    | Białoruś · Wolha Mazuronak · Maryna Damancewicz · Nastassia Iwanowa · Nina Sawina · Iryna Somawa | 7:21:54 |
| 02 !    | Włochy · Sara Dossena · Catherine Bertone · Fatna Maraoui · Laura Gotti                          | 7:32:46 |
| 03 !    | Hiszpania · Trihas Gebre · Maria Azucena Diaz · Elena Loyo · Marta Galimany · Clara Simal        | 7:44:06 |
| 4.      | Wielka Brytania                                                                                  | 7:53:16 |
| 5.      | Szwajcaria                                                                                       | 7:54:04 |
| 6.      | Szwecja                                                                                          | 7:55:21 |
| 7.      | Ukraina                                                                                          | 8:01:10 |
| 8.      | Irlandia                                                                                         | 8:04:46 |
| 9.      | Chorwacja                                                                                        | 8:08:09 |
| 10.     | Turcja                                                                                           | 8:19:35 |
| 11 !    | Niemcy                                                                                           | DNF     |
| 11 !    | Grecja                                                                                           | DNF     |